# Grijsvleugelmiersluiper
De grijsvleugelmiersluiper (Euchrepomis spodioptila) is een vogel uit de familie Thamnophilidae (miervogels).

## Verspreidingsgebied
De grijsvleugelmiersluiper komt voor in het noordelijke Amazonegebied en telt drie ondersoorten:
- E. s. signata: zuidoostelijk Colombia, oostelijk Ecuador, noordoostelijk Peru en noordwestelijk Brazilië.
- E. s. spodioptila: zuidelijk Venezuela, de Guyana's en het noordelijke deel van centraal Brazilië.
- E. s. meridionalis: het zuidelijke deel van centraal-amazonisch Brazilië.

## Status
De grootte van de populatie is niet gekwantificeerd maar de soort wordt omschreven als vrij algemeen. Op de Rode lijst van de IUCN heeft deze soort de status niet bedreigd.